# Heinz Moog

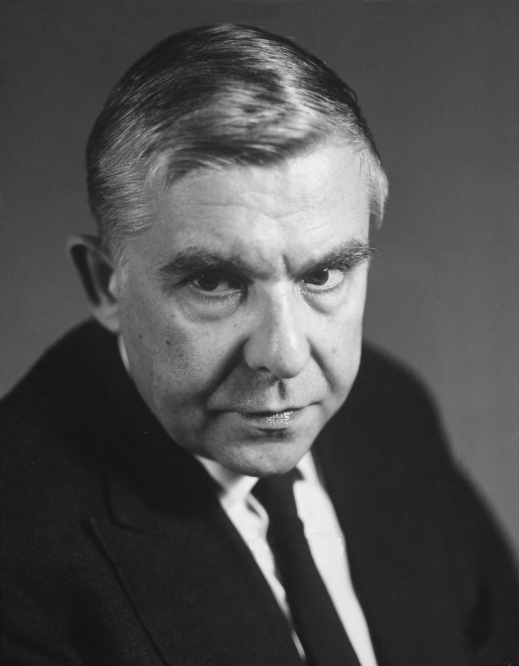
Porträt von Heinz Moog, 1959

Heinz Moog (* 28. Juni 1908 in Frankfurt am Main; † 9. Mai 1989 in Wien; vollständiger Name: Gustav Heinrich Eduard Moog) war ein deutscher Schauspieler.

## Leben

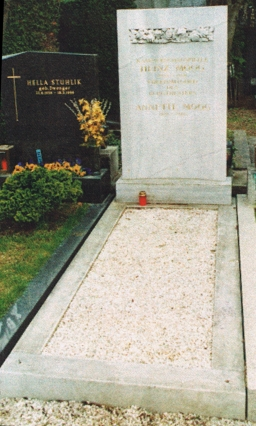
Grabstätte von Heinz Moog

Moog, Sohn eines Polizeibeamten und Schüler der Helmholtzschule, hatte privaten Unterricht bei dem Schauspieler und Schriftsteller Alfred Auerbach (1873–1954) sowie später am Dr. Hoch’s Konservatorium. Sein Bühnendebüt gab er 1927 am Frankfurter Künstlertheater für Rhein und Main, wechselte später nach Kassel an das „Kleine Theater“. 1933 ging er für zwei Jahre nach Plauen, 1935 an das Nationaltheater in Weimar, wo er vier Jahre lang blieb. Weitere Stationen waren 1939 und 1943 Bochum sowie die Volksbühne Berlin. Moog stand 1944 in der Gottbegnadeten-Liste des Reichsministeriums für Volksaufklärung und Propaganda.
Von 1943 bis 1969 war Moog Ensemblemitglied des Wiener Burgtheaters und nach freiwilligem Ausscheiden aus dem Ensemble von 1976 bis 1980 Gastschauspieler am Burgtheater. Er engagierte sich bereits ab 1948 bei den Salzburger Festspielen.
Neben seinen über 500 herausragenden Bühnendarstellungen spielte er in vielen nationalen und internationalen Film- und Fernsehproduktionen mit. Sein Leinwanddebüt gab er als Komponist Ruggiero Leoncavallo in Lache Bajazzo (1943).
Er war ebenso im Rundfunk tätig sowie ein gefragter Gastredner und Rezitator. Unvergesslich gemacht hat er sich mit der Interpretation des gealterten Adson von Melk im Hörspiel Der Name der Rose nach dem gleichnamigen Roman von Umberto Eco unter der Regie von Otto Düben.
Heinz Moog wurde mit zahlreichen Auszeichnungen geehrt, wie beispielsweise Kammerschauspieler (1955), Ehrenkreuz für Wissenschaft und Kunst I. Klasse der Republik Österreich (1963), Goldene Medaille des ORF (1965), Kainz-Medaille (1977), Ehrenmitglied des Burgtheaters (1978), Ehrenmedaille der Bundeshauptstadt Wien in Gold (1984).
Seine ehrenhalber gewidmete Grabstätte befindet sich auf dem Döblinger Friedhof in Wien (Gruppe 11, Reihe 5, Nummer 9).

## Filmografie (Auswahl)
- 1943: Lache Bajazzo
- 1944: Der gebieterische Ruf
- 1945: Der Fall Molander (unvollendet)
- 1945: Shiva und die Galgenblume (unvollendet)
- 1948: Der Prozeß
- 1949: Duell mit dem Tod
- 1950: Toselli-Serenade (Romanzo d'amore)
- 1950: Ruf aus dem Äther
- 1951: The Magic Face
- 1951: Senza bandiera
- 1952: Symphonie Wien
- 1952: Wienerinnen
- 1952: 1. April 2000
- 1952: Verlorene Melodie
- 1953: Der Verschwender
- 1954: Dein ist mein Herz – Schuberts große Liebe (Sinfonia d’amore)
- 1954: Sehnsucht (Senso)
- 1955: Spionage
- 1958: Solang’ die Sterne glüh’n (Zirkuskinder)
- 1958: Sebastian Kneipp – Ein großes Leben
- 1959: Geliebte Bestie
- 1961: Geheime Wege (The Secret Ways)
- 1961: Eine Geschichte aus Soho – Nerz ist in der kleinsten Hütte (TV-Serie)
- 1970: Tod nach Mitternacht
- 1971: Die gefälschte Göttin
- 1971: Die Äneis (Eneide) (Fernseh-Miniserie)
- 1971: Und Jimmy ging zum Regenbogen
- 1972: Der Kommissar (Episode: „Blinde Spiele“)
- 1973: Ludwig II. (Ludwig)
- 1974: Karl May
- 1975: Der Strick um den Hals
- 1976: Die Wildente
- 1979: Derrick: Die Versuchung (TV-Serie)
- 1979: Polizeiinspektion 1: Die große Sommerfreiheit (TV-Serie)
- 1980: Der Schatz des Priamos
- 1981: Derrick: Tod im See (TV-Serie)
- 1981: Die Fahrt nach Schlangenbad
- 1982: Wir
- 1983: Strawanzer
- 1984: Tod eines Schaustellers
- 1984: Tiger – Frühling in Wien
- 1984: Die Försterbuben
- 1986: Derrick: An einem Montagmorgen
- 1987: Der treue Johannes
- 1987: Waldhaus (TV-Serie)
- 1989: Affäre Nachtfrost

## Hörspiele (Auswahl)
- 1957: Rolf und Alexandra Becker: Gestatten, mein Name ist Cox (Eben war die Leiche doch noch da) (7 Folgen) – Regie: Ferry Bauer (Original-Hörspiel – ORF Oberösterreich)
- 1967: Marcel Pagnol: Judas – Regie: Ferry Bauer (Hörspielbearbeitung – ORF Oberösterreich)
- 1968: Rolf Schneider: Zwielicht (Mendel Horowitz) – Regie: Erich Schwanda (Originalhörspiel – ORF Wien)
- 1968: Rudolf Henz: Her Job (Her Job) – Regie: Friedrich Langer (Hörspiel – ORF Niederösterreich)
- 1968: Jules Verne: Die Zukunft von gestern: Die Erfindung des Verderbens. Roman um eine Wunderwaffe (Thomas Roch) – Regie: Hans Krendlesberger (Hörspielbearbeitung, Science-Fiction-Hörspiel – ORF Burgenland)

Quelle: Ö1-Hörspieldatenbank